# Albissola Marina
Albissola Marina ( Arbisöa o A Mænn-a d'Arbisseua in ligure) è un comune italiano di 5 137 abitanti della provincia di Savona in Liguria.
È noto insieme ad Albisola Superiore (con cui forma il territorio denominato Albisole) per la lavorazione delle ceramiche omonime. La differenza del nome rispetto alla vicina Albisola Superiore - di fatto, con una "s" in più - risalirebbe a un errore di trascrizione nel 1915 da parte della consulta araldica per la concessione del nuovo stemma albissolese.

## Geografia fisica
Albissola Marina è situata sulla costa della Riviera del Beigua, contigua a Savona e al vicino comune di Albisola Superiore, da cui è divisa dalla foce del torrente Sansobbia.

## Storia

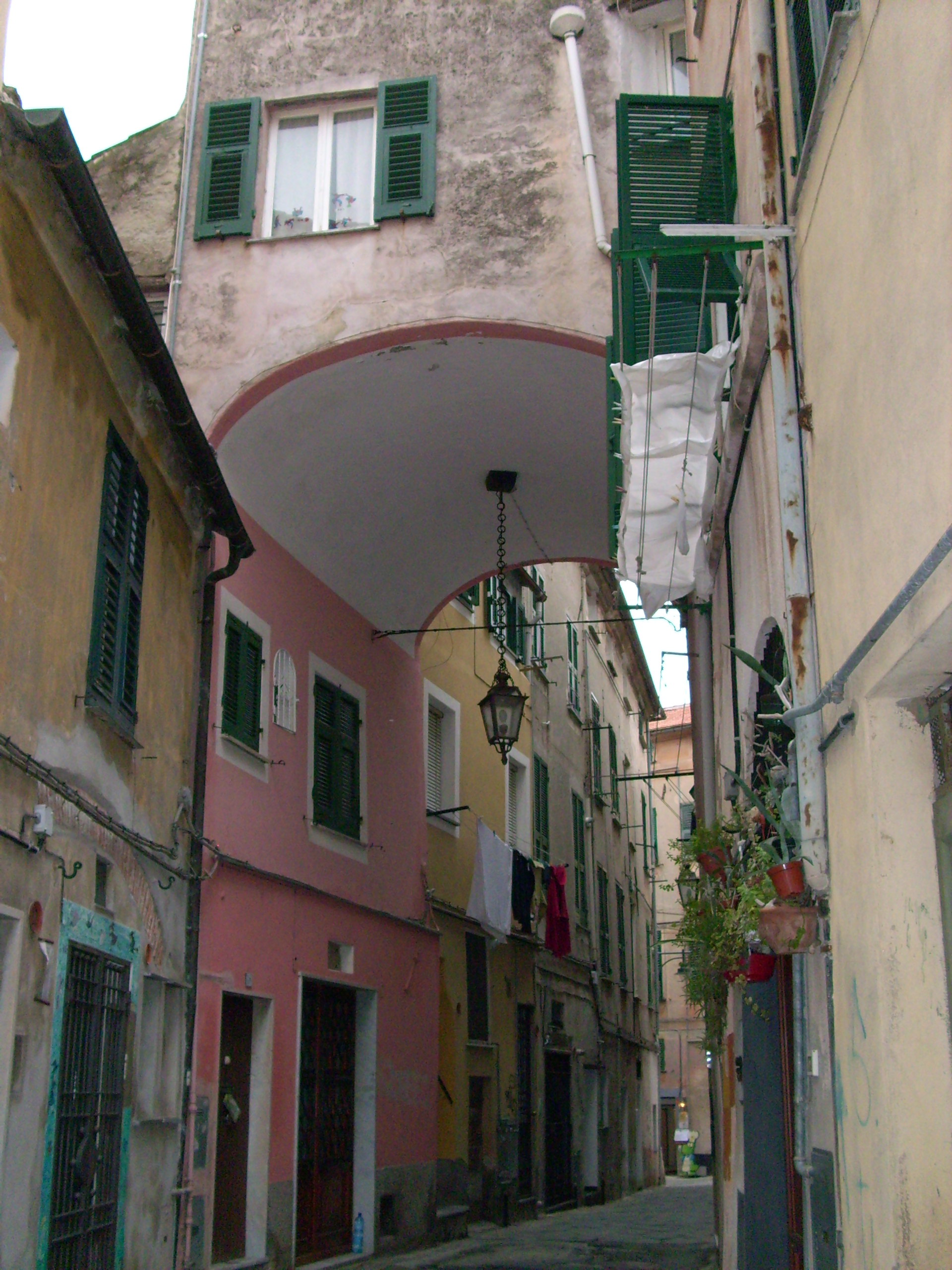
Scorcio del centro storico

Albissola Marina è stata fondata dai Liguri Ingauni in epoca preistorica, ma è con l'Impero romano che acquistò fama e importanza soprattutto grazie alla vicinanza del sito di Alba Docilia, oggi compreso nel territorio comunale di Albisola Superiore, vicino alla chiesa romanica di San Pietro.
Seguirono le invasioni da parte dei barbari che portarono alla divisione del borgo in due distinti centri: un borgo nella zona costiera e un altro insediamento alle prime pendici collinari.
Nell'Alto Medioevo diventò parte integrante del Comitato di Vado, poi nel Marchesato di Savona e infine nel proprio marchesato guidato dal discendente aleramico Guelfo d'Albisola nel 1122. È da questo periodo storico che iniziò a svilupparsi il commercio, l'attività agricola, la pesca e l'industria della ceramica.
È datata sul finire del XII secolo o agli inizi del XIII secolo la fondazione di un unico comune di Albisola che, assieme ai borghi vicini, fu soggetto al dominio di Genova dal 1251 dopo un lungo periodo che vide Savona e Genova in contrasto per il controllo del territorio albissolese. E fu proprio l'8 maggio del 1343 che i tre comuni di Albisola, Celle Ligure e Varazze giurarono la loro completa devozione genovese.
Possedimento della Repubblica di Genova, il vasto territorio ad est di Savona fu inglobato in un'apposita podesteria, con Varazze quale sede del podestà (quest'ultimo nominato dal capoluogo ligure), ma dotando i tre principali centri di autonomi statuti (stipulati nel 1389) e gestione in loco dei pubblici introiti. Una parte della zona costiera di Albissola rimase, tuttavia, nei confini savonesi fino al 1533.
Al 1616 è databile la storica separazione dei due borghi albissolesi nelle due distinte e odierne municipalità; le due comunità scelsero le rive del torrente Sansobbia come "linea di confine naturale". Tale separazione fu però preceduta quasi vent'anni prima dalla locale comunità ecclesiastica che già nel 1598 smembrò dall'unica parrocchia di San Nicolò di Albisola Superiore il priorato di San Benedetto di Colonega di Albissola Marina, già dipendenza dell'Abbazia di Santa Giustina di Sezzè (Sezzadio) (AL), dove poco dopo avvenne l'istituzione dell'odierna comunità parrocchiale di Nostra Signora della Concordia. Le ultime unioni albissolesi a "cadere" furono le proprietà dei boschi comunali, separati tra i due comuni solamente nel 1855 dopo 239 anni dalla prima e storica divisione. Come la vicina Albisola Superiore, anche il centro di "Marina" fu meta di soggiorno e residenza delle nobili famiglie genovesi come i Durazzo, i Gentile e i De Mari che qui costruirono ville signorili.

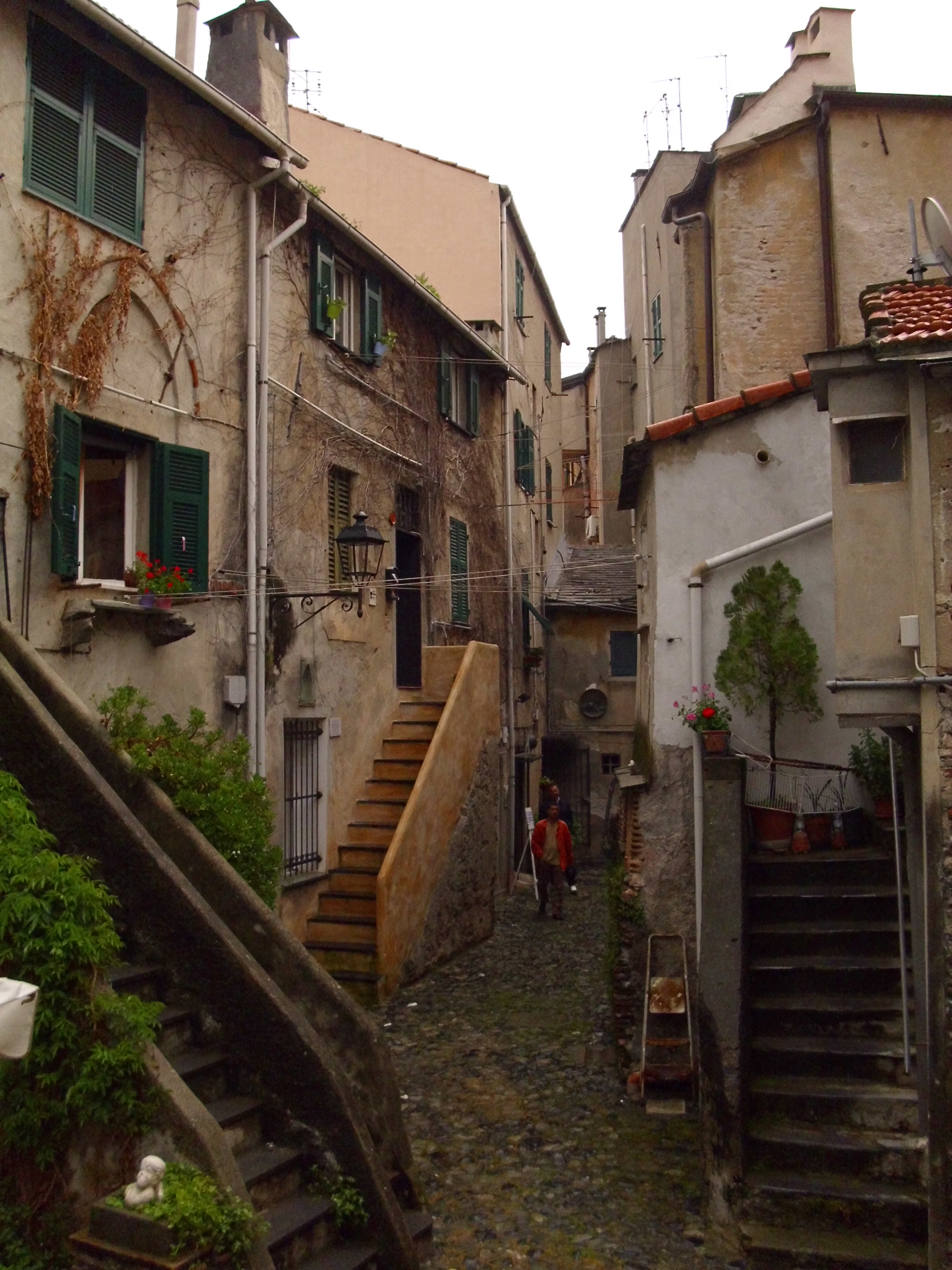
Vecchi edifici all'interno del centro storico

Con la caduta della Repubblica di Genova (1797), sull'onda della rivoluzione francese e a seguito della prima campagna d'Italia di Napoleone Bonaparte, il territorio di Albissola Marina rientrò dal 2 dicembre 1797 nel Dipartimento del Letimbro, con capoluogo Savona, all'interno della Repubblica Ligure. Dal 28 aprile del 1798 rientrò nel V cantone, come capoluogo, della Giurisdizione di Colombo e dal 1803 centro principale del I cantone di Savona nella Giurisdizione di Colombo. Annesso al Primo Impero francese dal 13 giugno 1805 al 1814 venne inserito nel Dipartimento di Montenotte.
Nel 1815 fu inglobato nel Regno di Sardegna, così come stabilì il Congresso di Vienna del 1814, e successivamente nel Regno d'Italia dal 1861. Dal 1859 al 1927 il territorio fu compreso nel I mandamento di Savona del circondario di Savona facente parte della provincia di Genova; nel 1927 anche il territorio comunale albissolese passò sotto la neo costituita provincia di Savona.
Il 26 ottobre del 2006 il Consiglio regionale della Liguria tramite votazione, che non ha ottenuto il quorum necessario dei due terzi dei consiglieri regionali, ha bocciato la proposta di indire un referendum per la fusione dei due comuni di Albisola Superiore e Albissola Marina. La proposta di unire in un'unica entità amministrativa fu presentata dal comitato Albinsieme nel 2003 dopo la raccolta di 5.385 firme. Se il referendum avesse avuto esito positivo il nuovo "Comune di Albissola" sarebbe diventato il terzo comune della provincia savonese per numero di abitanti e con una superficie territoriale di 32,22 km².
Dal 1973 al 31 dicembre 2008 ha fatto parte della Comunità montana del Giovo.

### Simboli
Stemma
Gonfalone
Bandiera

Lo stemma è stato concesso con regio decreto del 12 febbraio 1930; il gonfalone è stato concesso con decreto del presidente della Repubblica dell'11 agosto 1975.

## Monumenti e luoghi d'interesse

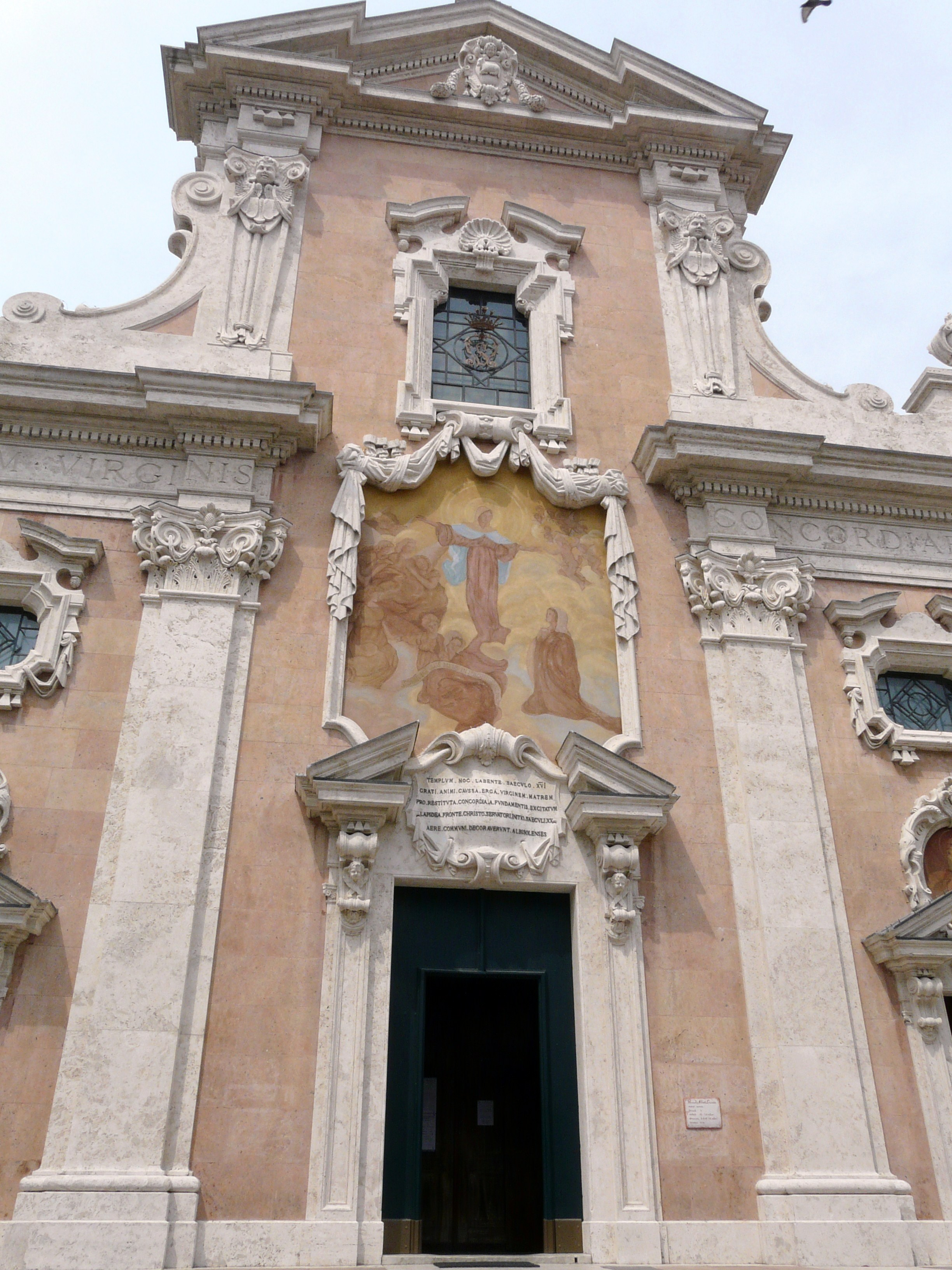
La facciata della chiesa parrocchiale di Nostra Signora della Concordia nel centro storico di Albissola Marina

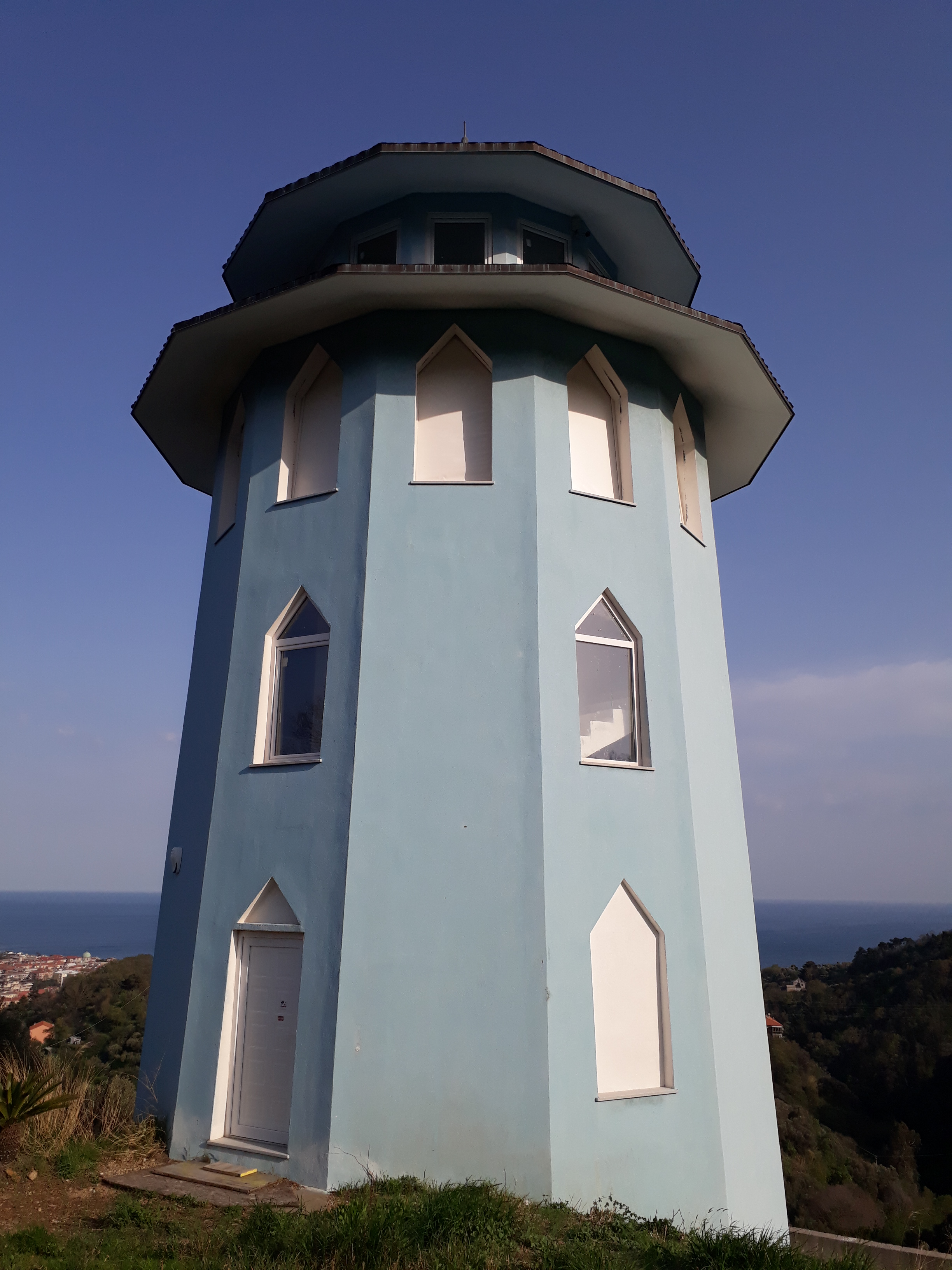
Torre Pagoda realizzata sulle alture di Albissola Marina

### Architetture religiose
- Chiesa parrocchiale di Nostra Signora della Concordia nel centro storico. Eretta alla fine del XVI secolo, ma con facciata del 1903, custodisce al suo interno una pala d'altare in formelle di maiolica e sculture del XVII secolo di Anton Maria Maragliano e Giacomo Antonio Ponsonelli.
- Oratorio di San Giuseppe nel centro storico. Eretto nel 1608, conserva tele e sculture pregiati.
- Cappella della Ciappà (Intitolata alla Madonna della Misericordia), presso l'antica via per Savona, del XVII secolo.
- Monastero di San Benedetto di Colonega (non più esistente), antica fondazione monastica forse longobarda, priorato dipendente dall'abbazia alessandrina di Santa Giustina di Sezzè. Documentato nel XII secolo, venne demolito attorno al 1932 con il taglio del Monte, il colle con l'antica chiesa, per i lavori di costruzione della strada litoranea di collegamento fra San Benedetto e Savona. La tradizione attribuisce ai monaci benedettini la prima produzione della ceramica di Albissola[12][13][14].
- Chiesa di Sant'Antonio abate (resti), edificata nel 1538, l'edificio nel 1885 venne inglobato nelle mura del castello di Sant'Antonio.

### Architetture civili
- Villa Faraggiana. Costruita nel XVIII secolo dalla famiglia Durazzo, dal 1961 è di proprietà del Comune di Novara come da lascito testamentario dell'ultimo proprietario. La villa, dal 1968, è altresì sede di un piccolo museo e aperta al pubblico per visite e mostre in alcuni periodi dell'anno. Pregevoli le belle sale decorate e il parco esterno, ornato con statue e fontane.
- Casa Mazzotti, esempio di architettura futurista (XX secolo).

### Altri siti
- "Lungomare degli artisti". Lungo circa 1 km, è formato da mosaici realizzati nel 1963 in un contesto quasi unico in Europa. I venti pannelli originali sono stati realizzati da artisti del luogo e stranieri attratti dalla fama di Albissola quali Giuseppe Capogrossi, Roberto Crippa, Agenore Fabbri, Lucio Fontana, Wifredo Lam, Eliseo Salino, Aligi Sassu e Asger Jorn[15]; successivamente altri artisti hanno aggiunto ulteriori mosaici, realizzati con tessere colorate. Accanto ai pannelli vi sono anche alcune opere plastiche, sculture e ceramiche; la maggiore è il monumento Ai caduti di tutte le guerre (1955), di Leoncillo Leonardi.

## Società

### Evoluzione demografica
Abitanti censiti

### Etnie e minoranze straniere

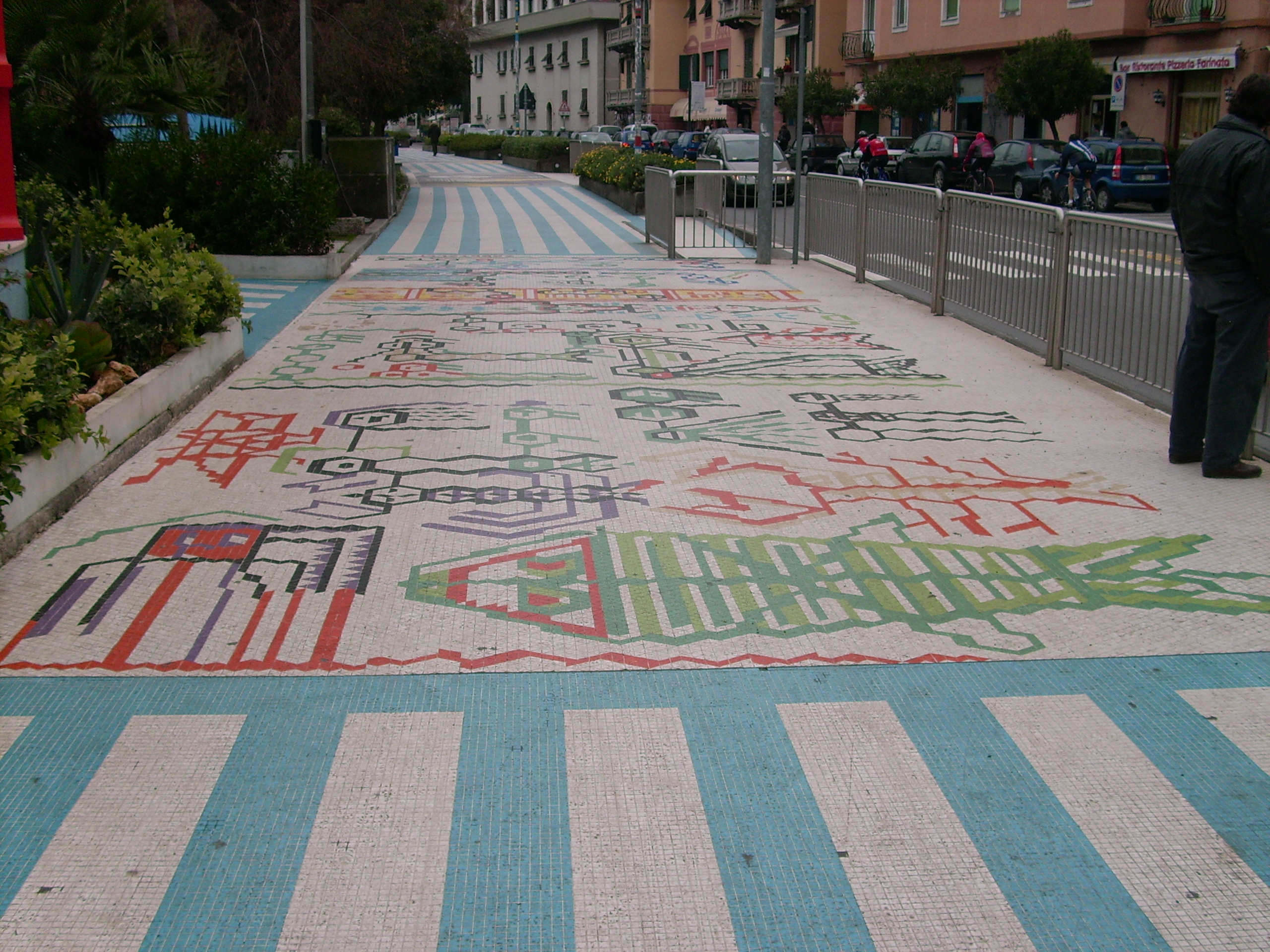
Particolare della pavimentazione del "Lungomare degli artisti"

Secondo i dati Istat al 31 dicembre 2019, i cittadini stranieri residenti ad Albissola Marina sono 204, così suddivisi per nazionalità, elencando le presenze più significative:
1. Albania, 43
2. Romania, 23
3. Ucraina, 21

## Cultura

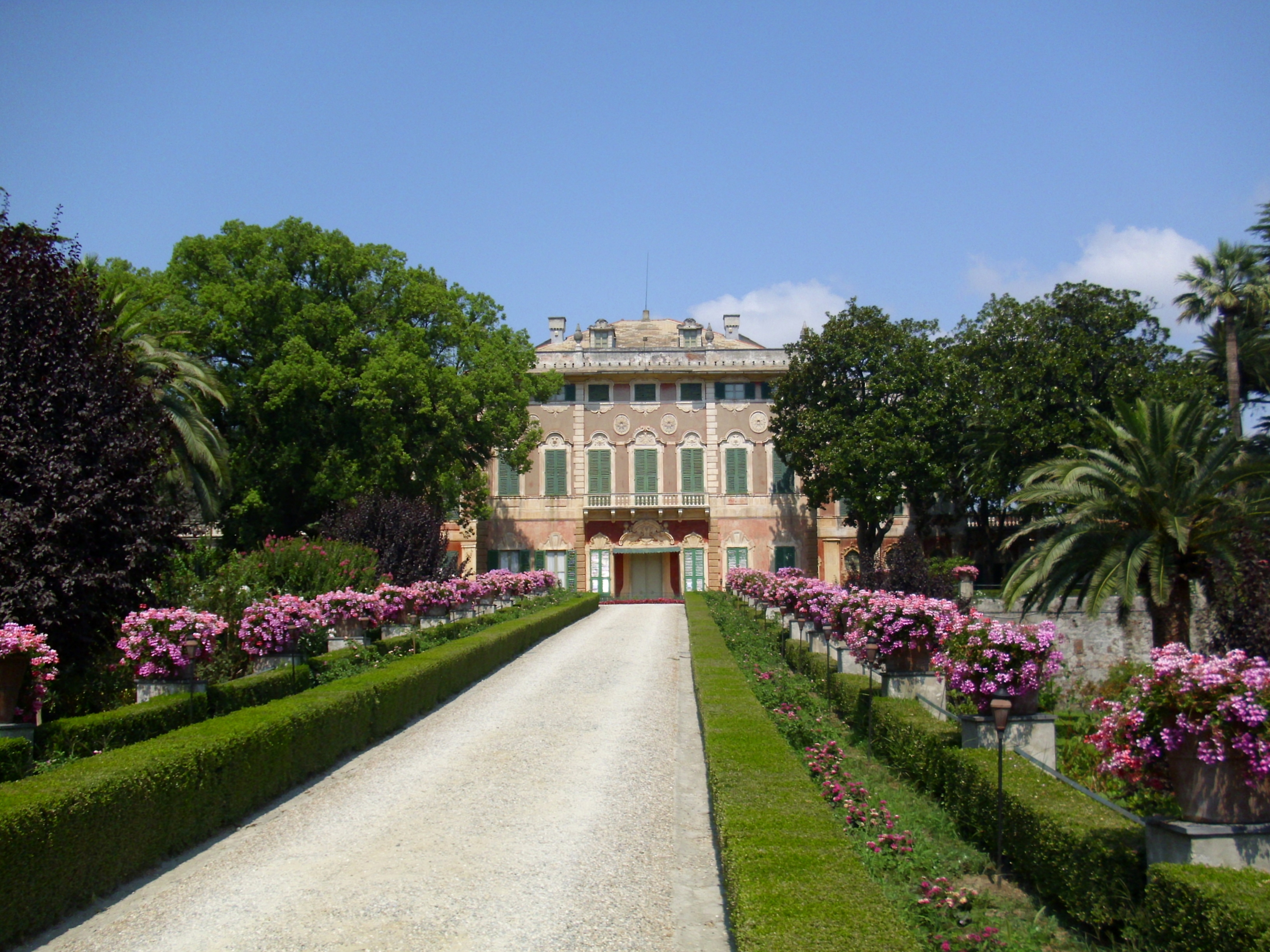
Villa Faraggiana

### Istruzione

#### Musei
- Museo di villa Faraggiana.
- Fabbrica Casa Museo "Giuseppe Mazzotti".
- Manifattura San Giorgio.
- Casa Museo "Asger Jorn".
- Fornace Alba Docilia. Un'antica fornace del 1600, utilizzata fino agli anni quaranta del Novecento e attualmente è stata recuperata dall'amministrazione comunale per adibirla a spazio espositivo.
- Museo Diffuso Albisola (MUDA)[19]

### Eventi
- Festival della Maiolica, nel mese di maggio, in collaborazione con le amministrazioni comunali di Albisola Superiore, Savona e Celle Ligure.

## Geografia antropica
Il territorio comunale è costituito esclusivamente dal capoluogo, per una superficie territoriale di 3,25 km².
Confina a nord con il comune di Albisola Superiore, a sud è bagnato dal mar Ligure, ad ovest con Savona, ad est con Albisola Superiore.

## Economia
Importante settore dell'economia locale, la realizzazione e lavorazione della ceramica è nota dal Cinquecento: al 1589 risale la stesura dei Capitula Artis Figulorum loco Albisola, redatti dal notaro Zuffo. Nel secolo successivo saranno i fratelli Conrado di Albisola a fondare le fabbriche di ceramica della città francese di Nevers, in Borgogna.
Il museo della ceramica "Manlio Trucco", situato nel vicino comune di Albisola Superiore, è dedicato a tale lavorazione. Sono numerosi i laboratori che producono beni in ceramica e le decorazioni degli edifici, a cominciare dai numeri civici.
La località ha ottenuto dalla FEE-Italia (Foundation for Environmental Education) il conferimento della bandiera blu per la qualità delle sue spiagge e la bandiera verde. Ad Albissola Marina è stato inoltre conferito, nel 2006, il premio "Una Città per il Verde".

## Infrastrutture e trasporti

### Strade
Il centro di Albissola Marina è attraversato principalmente dalla strada statale 1 Via Aurelia che permette il collegamento stradale con Savona ad ovest ed Albisola Superiore ad est.

### Mobilità urbana
I collegamenti urbani e suburbani sono svolti mediante autoservizi gestiti dalla società TPL LINEA.

## Amministrazione

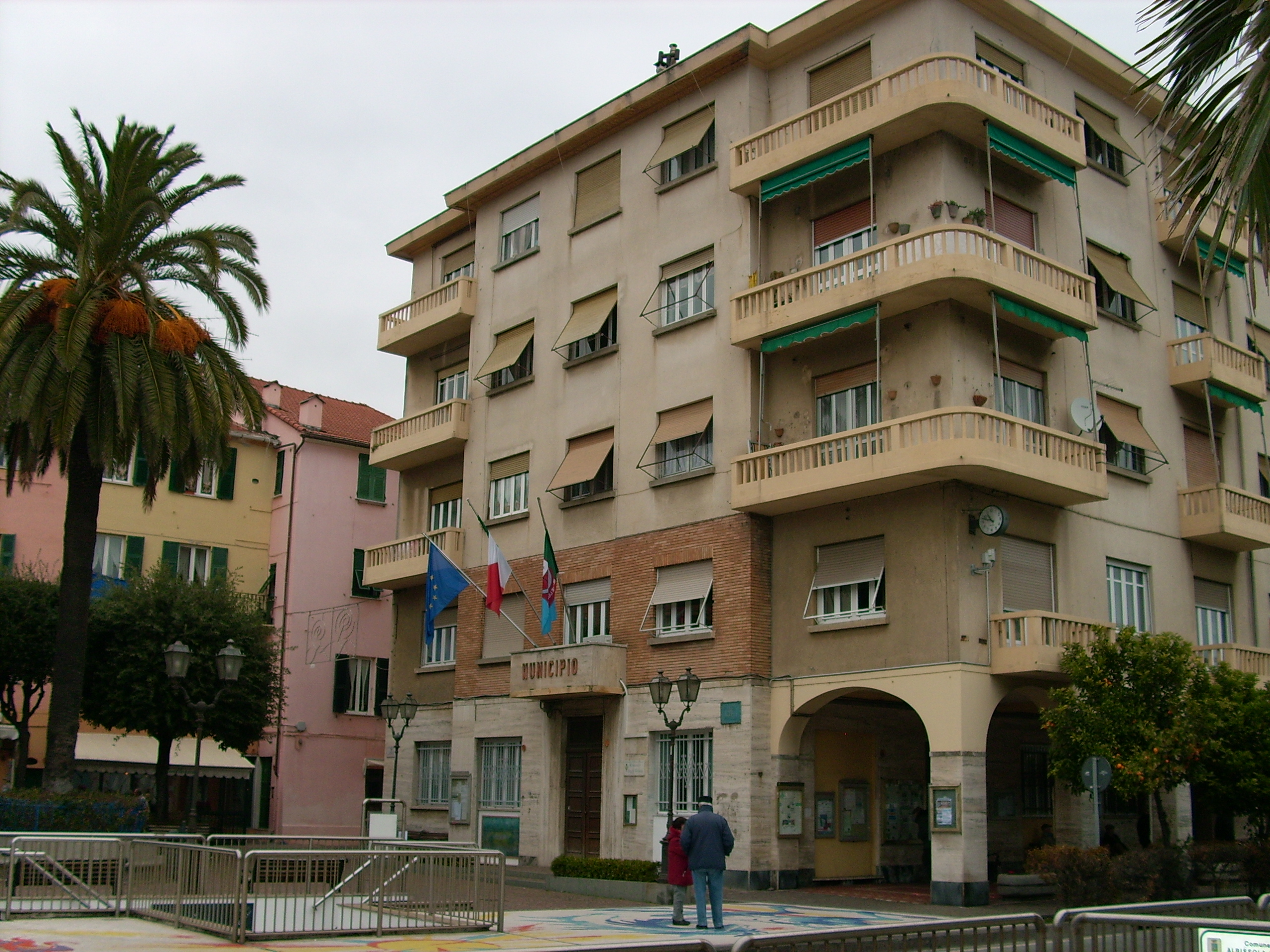
Il municipio

| Periodo        | Periodo        | Primo cittadino    | Partito                                              | Carica  | Note   |
| -------------- | -------------- | ------------------ | ---------------------------------------------------- | ------- | ------ |
| 31 luglio 1985 | 12 luglio 1990 | Francesco Gervasio | Partito Repubblicano Italiano                        | Sindaco |        |
| 12 luglio 1990 | 18 marzo 1992  | Francesco Gervasio | Partito Repubblicano Italiano                        | Sindaco | [ 21 ] |
| 18 marzo 1992  | 24 aprile 1995 | Sergio Gaggero     | Democrazia Cristiana                                 | Sindaco |        |
| 24 aprile 1995 | 14 giugno 1999 | Lino Ferrari       | Partito Popolare Italiano                            | Sindaco |        |
| 14 giugno 1999 | 14 giugno 2004 | Stefano Parodi     | Indipendente                                         | Sindaco |        |
| 14 giugno 2004 | 8 giugno 2009  | Stefano Parodi     | ViviAlbissola (lista civica di centro-destra)        | Sindaco |        |
| 8 giugno 2009  | 27 maggio 2014 | Nicolò Vicenzi     | Albissola Futura (lista civica di centro-sinistra)   | Sindaco |        |
| 27 maggio 2014 | 27 maggio 2019 | Gianluca Nasuti    | Albissola concreta (lista civica di centro-sinistra) | Sindaco |        |
| 27 maggio 2019 | 10 giugno 2024 | Gianluca Nasuti    | Albissola del fare (lista civica)                    | Sindaco |        |
| 10 giugno 2024 | in carica      | Gianluca Nasuti    | Albissola del fare (lista civica)                    | Sindaco |        |

## Sport
Calcio
- Maggior società calcistica comunale è l'Albissole 1909 fondata nel 1909, ha lungamente militato nelle divisioni dilettantistiche, raggiungendo per la prima volta il professionismo nel 2018, oggi militante nel campionato di Prima Categoria, disputa le partite casalinghe nel campo sportivo "Faraggiana" di Albissola Marina.

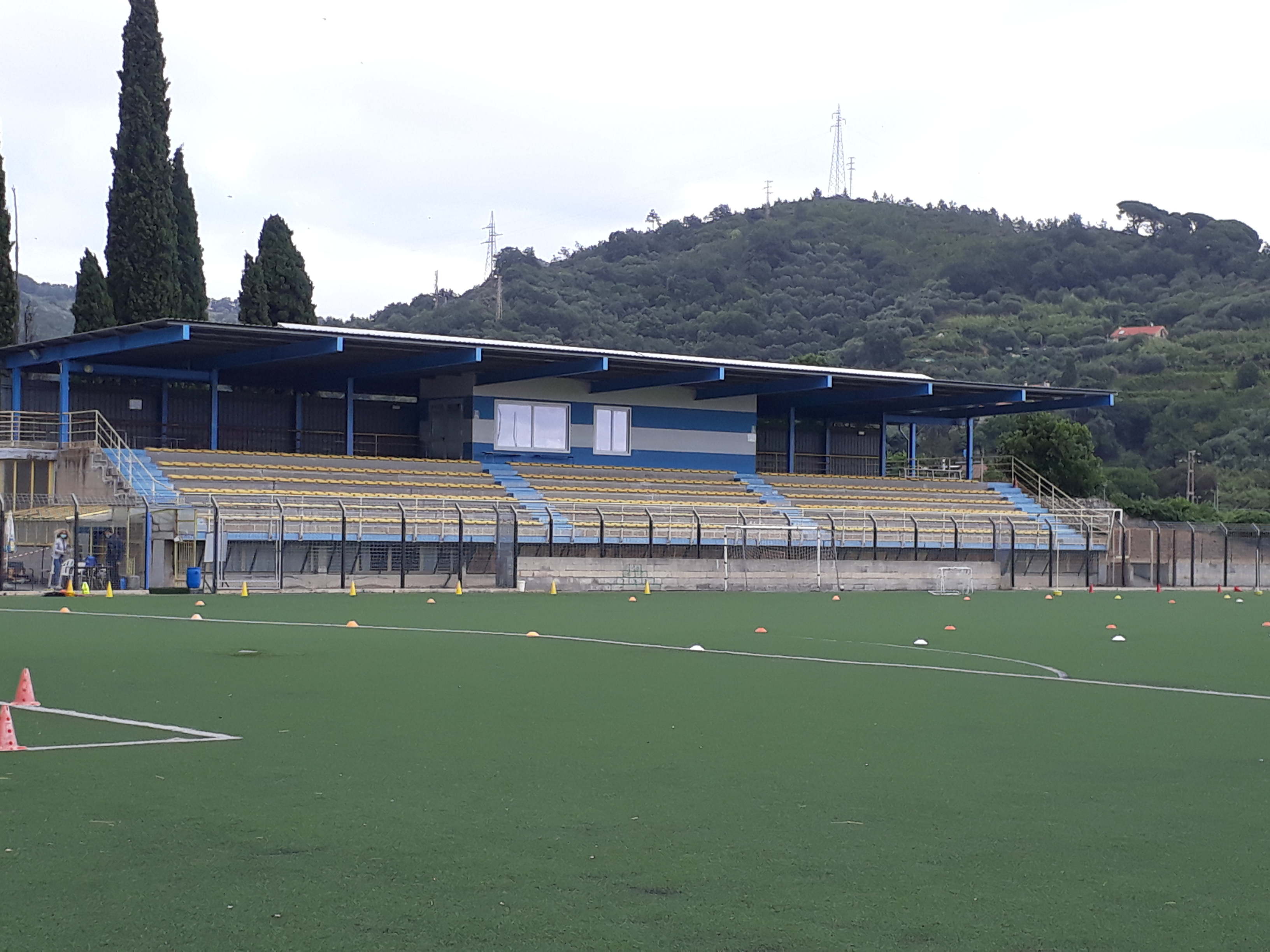
Lo stadio Faraggiana situato in località "Grana"